# Lasconotus knulli
Lasconotus knulli es una especie de coleóptero de la familia Zopheridae.

## Distribución geográfica
Habita en Arizona (Estados Unidos).